# Jakob Weber (Heimatforscher)

Jakob-Weber-Statue

Jakob Weber (* 14. März 1894 in Landstuhl; † 1. Februar 1957 ebenda) war ein deutscher Natur- und Heimatforscher. In seinem Geburts- und Sterbeort Landstuhl wurde ein Platz und eine Förderschule nach ihm benannt.

## Leben
Jakob Weber wurde als Sohn eines Prokuristen  geboren. Er besuchte die Volks- und Lateinschule in Landstuhl, anschließend das Gymnasium in Kaiserslautern, das er mit der Mittleren Reife abschloss. Anschließend ging er nach Trier, wo er sich als Volontär ausbilden ließ. Im Ersten Weltkrieg nahm er als Kriegsfreiwilliger teil. Er wurde  als Pionier eingesetzt und stieg bis zum Vizefeldwebel auf.
1920 wurde er in Landstuhl Beamter bei einer Moorwirtschaftsstelle. Im Rahmen dieser Tätigkeit machte er sich einen Namen als profunder Kenner der Tier- und Pflanzenwelt seiner Heimatstadt. Er hielt Vorträge in Einrichtungen der Jugend- und Erwachsenenbildung und erwarb sich so schnell den Spitznamen „Onkel Jakob“. 
Weber publizierte ebenfalls Aufsätze in verschiedenen heimatkundlichen und regionalen Heften, wie der Pfälzischen Presse, Unsere Heimat und Der Gartenbau. Er verfasste auch Prosa, insbesondere Naturlyrik, die in den Heimatkalendern von Landstuhl sowie Kaiserslautern abgedruckt wurde. Als Künstler versuchte er sich auch an Scherenschnitten.
Weber litt unter Asthma und musste 1955 in den Ruhestand gehen, da die jahrelange Arbeit im Moor sein Leiden verstärkte. Er verstarb am  1. Februar 1957. Zwei Jahre später wurde zu seinen Ehren ein Denkmal errichtet und ein Platz nach ihm benannt. Ebenfalls nach ihm benannt wurde die Landstuhler Schule in der Neugasse, eine Schule mit dem Förderschwerpunkt Lernen, die 1973 eingerichtet wurde.

## Werke
- Unser Landstuhl, Verlag der Landstuhler Zeitung 1950.